# Ольгинська (Ростовська область)
Ольгинська — станиця в Аксайському районі Ростовської області Росія, адміністративний центр Ольгинського сільського поселення.
Населення — 5613 осіб (2010 рік).

## Географія
Ольгинська станиця розташована за 15 км на південний схід від міста Аксай. На північній межі станиці озера Генеральського єрика; Генеральське озеро та Тернове й Карасеве озера, що у 19 сторіччі були окремими водоймами, а тепер належать до Генеральського озера.
У 19 сторіччі на південному заході було Сорокине озеро, на півдні — урочище Щурин Ріг, а на північному сході — Решетовська Музга.

### Вулиці
| - пров. 1-й, - пров. 2-й, - пров. 3-й, - пров. 4-й, - пров. 5-й, - пров. 6-й, - пров. 7-й, - пров. 8-й, | - пров. 9-й, - пров. 10-й, - пров. 11-й, - пров. Водний, - пров. Ленінський, - пров. Молодіжний, - пров. Новий, - вул. Красноармійська, | - вул. Кузнецька, - вул. Леніна, - вул. Лугова Верхня, - вул. Лугова Нижня, - вул. Молодіжна, - вул. Пролетарська, - вул. Степова, - вул. Широка. |

## Історія

### Новомахинська станиця
Заснування Новомахинської станиці пов'язане з поштовим трактом від Аксайської переправи на Кавказ.
За наказом Аксайського сискного начальства 1808 року: "… мешканцям у станицях чинам, козакам й приписним за станицями малоросіянам (українцям), чи не виявляться бажаючі оселиться понад шляхом Задонського поштового тракту при поштах — Кагальницькій, Мечетній й Мало-Єгорлицькій, де має бути відведена для них земля, наприклад станицями, щоб бажачі отримали пільги на п'ять років: перші від всіх вживань до військової служби, й останні — малоросіяни від нарядів тягарів й робіт по війську… "
Таким чином були заселені Кагальницька, Мечетинська й Єгорлицька станиці. Також до додали ще одну — Новомахинську, що утворилася у 1809 році над річкою Сухий Махин. Проте, раніше тут вже було розтошовано хутір станиці Василя Іловайського й хутір колишнього військового отамана Олексія Іловайського. Новомахинська станиця була закладена в півторі кілометри на захід від хутора Махін, що іменувався в 17 сторіччі Махіним городком. Махін був тимчасовим станом донців, що брали участь в «Азовському сидінні».
У 1809 по 1819 роки перша станиця на шлясі Задонського поштового тракту іменувалася Новомахинська. У Новомахинську станицю переселилося спочатку близько 60 сімей донців й українців, що перейшли у козацьке становище. Згодом число українців зростало. Перша Успенська дерев'яна церква в Новомахинській станиці була споруджена вже у 1810 році.

### Махинська станиця
1820 року станиця перейменована у Махинську.
Тракт між Аксайською й Махинською станицями розмивало весняними паводками, тому 1846 було почато будівництво дамби.

### Ольгінська станиця
На честь початку будівництва дамби у день вінчання дочки імператора Миколи I, великої княгині Ольги наказний отаман війська Донського генерал від кавалерії М. Р. Власов всенародно оголосив про початок спорудження дамби та висловив пропозицію, про найменування дамби на честь Ольги й перейменування станиці на Ольгінську.
За 9 років у 1855 роках була закінчена дамба. Вона була прокладена по займищу від Аксайської до Ольгинської станиці з 8 мостами на відстань 7,5 верст.
У 1855 році у станиці була зведена нова дерев'яна трипрестольна Успенська церква, а на початку XX сторіччя було споруджено кам'яний трипрестольний храм, висвячений в 1902 році.
Відомий «льодовий похід» генерала Лавра Корнілова проходив у лютому 1918 року через Ольгинську станицю.
Ольгинська станиця була центром Ольгинського юрту Черкаського округу Донської області.
За радянської влади станиця стала центром сільської ради в Ростовському районі Донського округу Північнокавказького краю. Тут мешкало 5536 осіб, було 1135 дворів, 2 школи 1-го ступеня, 2 бібліотеки, 9 дрібних промислових підприємств, 5 кузень, 3 млини, олійниця, 475 колодязів.
За німецько-радянської війни станиця була під владою німців з липня 1942 року по 7 лютого 1943 року.